# DF-26
DF-26은 중국의 중거리 탄도 미사일(IRBM)이다. DF-21의 사거리를 5,000 km로 연장한 것이다.

## 열병식
2015년 9월 3일, 박근혜 대통령이 참석한 중국 인민 항일 전쟁 및 세계 반파시즘 전쟁 승리 70주년 기념 대회에서 항모킬러로 불리는 DF-21D와 DF-26이 최초로 공개되었다.
중국항천과기집단공사(CASC)에서 탄도미사일 설계를 했으며, 미사일방어체계(MD)에 관한 한 중국 내 최고 전문가로 꼽히는 중국인민대학 우리창(呉日強) 부교수는 "미국 본토에 도달하지 않는 중거리 탄도미사일은 일본과 한국의 미군 기지를 표적으로 개발됐다"고 말했다.
즉, 박근혜 대통령이 한국의 군통수권자로서 최초로 중국 열병식에 참석했는데, 중국군은 사상 최초로 주한미군 핵공격용 DF-26을 박근혜 대통령에게 공개했다.

## 괌킬러
항모킬러라고 불리는 DF-21D의 사거리를 4,000 km로 늘렸으면서도, 여전히 항모킬러의 기능을 탑재하고 있다. 중형, 대형 수상함을 공격할 수 있다. 괌까지 도달할 수 있어서, 괌킬러라고 부른다.
2016년 5월, 랜드연구소 보고서는 미국과 중국의 전쟁이 시작될 경우 괌의 앤더슨 기지는 중국으로부터 초기 타격 대상이 될 가능성이 크고, 이때 100여발에 달하는 중국의 중거리탄도미사일(IRBM) DF-26 등으로 괌 기지가 약 11일 동안 작전 불능 상태에 빠질 수 있다고 분석했다.
과학전문지인 파퓰러 미케닉스는 1987년 미국과 소련 간에 체결된 사거리 500∼5000km의 IRBM 중거리핵탄도미사일 폐기협정인 INF 조약으로 미국과 러시아의 발이 묶인 사이 중국은 IRBM 분야에서 미국과 러시아보다 20년이나 앞선 상황이라고 보도했다.
중국 군사 기술 전문가인 릭 피셔 미 국제평가전략센터(IASC) 소속 선임 연구원은 둥펑-21D와 둥펑-26 두 미사일은 "미국과 러시아에서는 보기 힘든 IRBM 전력 과시"라면서 "특히 둥펑-26은 일본-대만-필리핀 지역에서부터 괌에 이르기까지 광활한지역이 중국의 핵 타격 영향권에 들어간 것을 보여준다"고 평가했다.
2017년 8월 29일, 역사상 최초로, 북한의 괌킬러 화성 12호 IRBM이 일본 영공 위를 통과해 발사되었다. 일본이 매우 화를 냈다. 9월 3일 6차 핵실험에서 북한은 화성 12호에 탑재가능함을 자랑했고, 일본 정부는 히로시마 원폭 리틀 보이의 10배인 160 kt으로 판단했다. 9월 4일 트럼프 대통령이 문재인 대통령과 전화통화에서 한국의 탄도미사일 탄두중량을 무제한으로 해제, IRBM 개발을 허가했다. 9월 5일 가와이 가쓰유키(河井克行) 자민당 총재 외교특보가 인도 뉴델리에서, 개인적인 견해라면서, 일본이 IRBM과 순항미사일을 보유해야 한다고 주장했다. 2023년 기준으로, 일본은 아음속의 순항미사일인 미국의 토마호크를 우선 수입하기로 결정하였다. 일본은 장사정 미사일 등, 각종 "반격"용 미사일의 개발을 발표하였으나, 결과물이 나오기 전까지는 단지 정치적인 수사로 그칠 가능성을 배제하지 못한다. 일본정부에 의한 이런 종류의 발표는 과거 냉전시절부터 꾸준히 있어왔기 때문이다. 특히, 주변국의 반발 및 미국의 압력으로, 일본이 탄도 미사일인 IRBM을 보유하기는 쉽지 않아 보인다. 그러나 장사정 순항 미사일 수준이라면, 일본도 앞으로 개발 및 배치를 서두를 것으로 보인다.
동북아에서 중국, 북한, 한국이 IRBM 경쟁을 본격적으로 진행 중이다. 중국의 IRBM 대표 모델이 DF-26이다. 한국이 현무-5의 개발을 2023년 상반기에 완료할 예정으로, 이로써 동북아에서 일본을 제외한 모든 국가가 IRBM 내지는 그에 준하는 전력을 보유하게 된다. 한국은 IRBM에 재래식 탄두를 넣겠다고 하지만, 전세계의 IRBM은 거의 대부분 핵탄두를 탑재한다.

## 배치
2020년 1월 21일, 한스 크리스텐슨 미국과학자연맹(FAS) 원자력정보사업 소장은 블로그에 관련 상업용 인공위성 사진을 공개했다. 위성 사진에 따르면 중국 산둥성 칭저우(靑州)시 남쪽에 DF-26을 실은 이동형 미사일 발사대(TEL)가 보인다. 해당 위성 사진은 1월 8일 촬영한 것이다. 크리스텐슨 소장은 블로그에 “칭저우 기지에서 13대의 DF-26 TEL과 3대의 지원 차량을 발견했으며, 이와 별도로 5대의 TEL은 미사일 미탑재 상태로 있다”고 썼다. 칭저우엔 중국의 핵전력을 담당하는 인민해방군 로켓군(PLARF)의 기지가 있다. 칭저우에서 서울까지 직선거리는 750 km 남짓이다.

## 같이 보기
- 중거리 탄도 미사일(IRBM)